# Кубок Англії з футболу 1985—1986
Кубок Англії з футболу 1985—1986 — 105-й розіграш найстарішого футбольного турніру у світі, Кубка виклику Футбольної Асоціації, також відомого як Кубок Англії.

## Перший раунд
| Дата                      | Господарі         | Рахунок | Гості                   |
| ------------------------- | ----------------- | ------- | ----------------------- |
| 16 листопада              | Йорк Сіті         | 1:1     | Моркем                  |
| 19 листопада Перегравання | Моркем            | 0:2     | Йорк Сіті               |
| 16 листопада              | Йовіл Таун        | 2:4     | Герефорд Юнайтед        |
| 16 листопада              | Вікем Вондерерз   | 2:0     | Колчестер Юнайтед       |
| 16 листопада              | Рексем            | 3:1     | Болтон Вондерерз        |
| 16 листопада              | Віндзор енд Ітон  | 1:1     | Торкі Юнайтед           |
| 19 листопада Перегравання | Торкі Юнайтед     | 3:0     | Віндзор енд Ітон        |
| 16 листопада              | Віган Атлетік     | 4:1     | Донкастер Роверз        |
| 16 листопада              | Вітбі Таун        | 1:0     | Саут Ліверпуль          |
| 16 листопада              | Волсолл           | 7:3     | Престон Норт-Енд        |
| 16 листопада              | Транмер Роверз    | 2:2     | Честерфілд              |
| 19 листопада Перегравання | Честерфілд        | 0:1     | Транмер Роверз          |
| 16 листопада              | Свонсі Сіті       | 2:0     | Лейтон Орієнт           |
| 16 листопада              | Стокпорт Каунті   | 0:1     | Телфорд Юнайтед         |
| 16 листопада              | Саутенд Юнайтед   | 0:1     | Ньюпорт Каунті          |
| 16 листопада              | Слау Таун         | 2:2     | Айлесбері Юнайтед       |
| 19 листопада Перегравання | Айлесбері Юнайтед | 2:5     | Слау Таун               |
| 16 листопада              | Ранкорн           | 2:2     | Бостон Юнайтед          |
| 20 листопада Перегравання | Бостон Юнайтед    | 1:1     | Ранкорн                 |
| 25 листопада Перегравання | Ранкорн           | 4:1     | Бостон Юнайтед          |
| 16 листопада              | ВС Регбі          | 2:2     | Лейтон Орієнт           |
| 19 листопада Перегравання | Лейтон Орієнт     | 4:1     | ВС Регбі                |
| 16 листопада              | Ротергем Юнайтед  | 6:0     | Вулвергемптон Вондерерз |
| 16 листопада              | Рочдейл           | 2:1     | Дарлінгтон              |
| 16 листопада              | Редінг            | 1:0     | Вілдстоун               |
| 16 листопада              | Плімут Аргайл     | 1:0     | Олдершот                |
| 16 листопада              | Нанітон Боро      | 2:3     | Бернлі                  |
| 16 листопада              | Менсфілд Таун     | 1:1     | Порт Вейл               |
| 18 листопада Перегравання | Порт Вейл         | 1:0     | Менсфілд Таун           |
| 16 листопада              | Маклсфілд Таун    | 1:2     | Гартліпул Юнайтед       |
| 16 листопада              | Лінкольн Сіті     | 0:1     | Блекпул                 |
| 16 листопада              | Галіфакс Таун     | 1:3     | Сканторп Юнайтед        |
| 16 листопада              | Джиллінгем        | 3:0     | Нортгемптон Таун        |
| 16 листопада              | Фріклі Атлетік    | 1:1     | Хейлзовен Таун          |
| 19 листопада Перегравання | Хейлзовен Таун    | 1:3     | Фріклі Атлетік          |
| 16 листопада              | Фарнборо          | 0:4     | Бат Сіті                |
| 16 листопада              | Фарем Таун        | 0:3     | Мейдстоун Юнайтед       |
| 16 листопада              | Ексетер Сіті      | 2:1     | Кардіфф Сіті            |
| 16 листопада              | Енфілд            | 0:2     | Богнор Ріджіс Таун      |
| 16 листопада              | Дербі Каунті      | 5:1     | Кру Александра          |
| 16 листопада              | Дагенем           | 2:1     | Кембридж Юнайтед        |
| 16 листопада              | Чорлі             | 0:2     | Олтрінгем               |
| 16 листопада              | Челмсфорд Сіті    | 1:0     | Веймут                  |
| 16 листопада              | Бері              | 2:0     | Честер Сіті             |
| 16 листопада              | Брентфорд         | 1:3     | Бристоль Роверз         |
| 16 листопада              | Борнмут           | 0:0     | Дартфорд                |
| 19 листопада Перегравання | Дартфорд          | 0:2     | Борнмут                 |
| 16 листопада              | Бішопс Стортфорд  | 2:2     | Пітерборо Юнайтед       |
| 20 листопада Перегравання | Пітерборо Юнайтед | 3:1     | Бішопс Стортфорд        |
| 17 листопада              | Свіндон Таун      | 0:0     | Бристоль Сіті           |
| 20 листопада Перегравання | Бристоль Сіті     | 4:2     | Свіндон Таун            |
| 17 листопада              | Бері              | 6:1     | Ноттс Каунті            |

## Другий раунд
До другого раунду увійшли переможці першого раунду. 
| Дата                   | Господарі         | Рахунок | Гості              |
| ---------------------- | ----------------- | ------- | ------------------ |
| 7 грудня               | Йорк Сіті         | 3:1     | Вітбі Таун         |
| 7 грудня               | Вікем Вондерерз   | 2:0     | Челмсфорд Сіті     |
| 7 грудня               | Транмер Роверз    | 1:1     | Бері               |
| 10 грудня Перегравання | Бері              | 2:1     | Віндзор енд Ітон   |
| 7 грудня               | Свонсі Сіті       | 1:2     | Бристоль Роверз    |
| 7 грудня               | Сканторп Юнайтед  | 2:2     | Рочдейл            |
| 10 грудня Перегравання | Рочдейл           | 2:1     | Сканторп Юнайтед   |
| 7 грудня               | Ранкорн           | 1:1     | Віган Атлетік      |
| 10 грудня Перегравання | Віган Атлетік     | 4:0     | Ранкорн            |
| 7 грудня               | Ротергем Юнайтед  | 4:1     | Бернлі             |
| 7 грудня               | Редінг            | 2:0     | Герефорд Юнайтед   |
| 7 грудня               | Плімут Аргайл     | 3:0     | Мейдстоун Юнайтед  |
| 7 грудня               | Пітерборо Юнайтед | 1:0     | Бат Сіті           |
| 7 грудня               | Ноттс Каунті      | 2:2     | Рексем             |
| 10 грудня Перегравання | Рексем            | 0:3     | Ноттс Каунті       |
| 7 грудня               | Ньюпорт Каунті    | 1:1     | Торкі Юнайтед      |
| 10 грудня Перегравання | Торкі Юнайтед     | 2:3     | Ньюпорт Каунті     |
| 7 грудня               | Лейтон Орієнт     | 2:2     | Слау Таун          |
| 10 грудня Перегравання | Слау Таун         | 2:3     | Лейтон Орієнт      |
| 7 грудня               | Гартліпул Юнайтед | 0:1     | Фріклі Атлетік     |
| 7 грудня               | Джиллінгем        | 6:1     | Богнор Ріджіс Таун |
| 7 грудня               | Бристоль Сіті     | 1:2     | Ексетер Сіті       |
| 7 грудня               | Борнмут           | 4:1     | Дагенем            |
| 7 грудня               | Блекпул           | 1:2     | Олтрінгем          |
| 8 грудня               | Порт Вейл         | 0:0     | Волсолл            |
| 10 грудня Перегравання | Волсолл           | 2:1     | Порт Вейл          |
| 9 грудня               | Дербі Каунті      | 6:1     | Телфорд Юнайтед    |

## Третій раунд
| Дата                  | Господарі            | Рахунок | Гості                    |
| --------------------- | -------------------- | ------- | ------------------------ |
| 4 січня               | Йорк Сіті            | 2:0     | Вікем Вондерерз          |
| 4 січня               | Віган Атлетік        | 3:0     | Борнмут                  |
| 4 січня               | Волсолл              | 1:3     | Манчестер Сіті           |
| 4 січня               | Сандерленд           | 2:0     | Ньюпорт Каунті           |
| 4 січня               | Шрусбері Таун        | 0:1     | Челсі                    |
| 4 січня               | Портсмут             | 2:2     | Астон Вілла              |
| 13 січня Перегравання | Астон Вілла          | 3:2     | Портсмут                 |
| 4 січня               | Пітерборо Юнайтед    | 1:0     | Лідс Юнайтед             |
| 4 січня               | Оксфорд Юнайтед      | 1:1     | Тоттенгем Готспур        |
| 8 січня Перегравання  | Тоттенгем Готспур    | 2:1     | Оксфорд Юнайтед          |
| 4 січня               | Ноттінгем Форест     | 1:1     | Блекберн Роверз          |
| 13 січня Перегравання | Блекберн Роверз      | 3:2     | Ноттінгем Форест         |
| 4 січня               | Ньюкасл Юнайтед      | 0:2     | Брайтон енд Гоув Альбіон |
| 4 січня               | Міллволл             | 3:1     | Вімблдон                 |
| 4 січня               | Ліверпуль            | 5:0     | Норвіч Сіті              |
| 4 січня               | Іпсвіч Таун          | 4:4     | Бредфорд Сіті            |
| 13 січня Перегравання | Бредфорд Сіті        | 0:1     | Іпсвіч Таун              |
| 4 січня               | Галл Сіті            | 2:2     | Плімут Аргайл            |
| 7 січня Перегравання  | Плімут Аргайл        | 0:1     | Галл Сіті                |
| 4 січня               | Гаддерсфілд Таун     | 0:0     | Редінг                   |
| 13 січня Перегравання | Редінг               | 2:1     | Гаддерсфілд Таун         |
| 4 січня               | Грімсбі Таун         | 3:4     | Арсенал                  |
| 4 січня               | Джиллінгем           | 1:1     | Дербі Каунті             |
| 13 січня Перегравання | Дербі Каунті         | 3:1     | Джиллінгем               |
| 4 січня               | Фріклі Атлетік       | 1:3     | Ротергем Юнайтед         |
| 4 січня               | Ковентрі Сіті        | 1:3     | Вотфорд                  |
| 4 січня               | Бристоль Роверз      | 3:1     | Лестер Сіті              |
| 5 січня               | Евертон              | 1:0     | Ексетер Сіті             |
| 5 січня               | Чарльтон Атлетік     | 0:1     | Вест Гем Юнайтед         |
| 6 січня               | Олдем Атлетік        | 1:2     | Лейтон Орієнт            |
| 6 січня               | Крістал Пелес        | 1:2     | Лутон Таун               |
| 9 січня               | Манчестер Юнайтед    | 1:0     | Рочдейл                  |
| 13 січня              | Сток Сіті            | 0:2     | Ноттс Каунті             |
| 13 січня              | Шеффілд Венсдей      | 2:2     | Вест-Бромвіч Альбіон     |
| 16 січня Перегравання | Вест-Бромвіч Альбіон | 2:3     | Шеффілд Венсдей          |
| 13 січня              | Шеффілд Юнайтед      | 2:0     | Фулгем                   |
| 13 січня              | Мідлсбро             | 1:3     | Саутгемптон              |
| 13 січня              | Карлайл Юнайтед      | 1:0     | Квінз Парк Рейнджерс     |
| 13 січня              | Бері                 | 2:0     | Барнслі                  |
| 14 січня              | Бірмінгем Сіті       | 1:2     | Олтрінгем                |

## Четвертий раунд
У цьому раунді зіграли переможці попереднього етапу.
| Дата                  | Господарі         | Рахунок | Гості                    |
| --------------------- | ----------------- | ------- | ------------------------ |
| 25 січня              | Йорк Сіті         | 2:0     | Олтрінгем                |
| 25 січня              | Вест Гем Юнайтед  | 0:0     | Іпсвіч Таун              |
| 4 лютого Перегравання | Іпсвіч Таун       | 1:1     | Вест Гем Юнайтед         |
| 6 лютого Перегравання | Іпсвіч Таун       | 0:1     | Вест Гем Юнайтед         |
| 25 січня              | Сандерленд        | 0:0     | Манчестер Юнайтед        |
| 29 січня Перегравання | Манчестер Юнайтед | 3:0     | Сандерленд               |
| 25 січня              | Саутгемптон       | 3:0     | Віган Атлетік            |
| 25 січня              | Шеффілд Венсдей   | 5:0     | Лейтон Орієнт            |
| 25 січня              | Шеффілд Юнайтед   | 0:1     | Дербі Каунті             |
| 25 січня              | Редінг            | 1:1     | Бері                     |
| 28 січня Перегравання | Бері              | 3:0     | Редінг                   |
| 25 січня              | Пітерборо Юнайтед | 1:0     | Карлайл Юнайтед          |
| 25 січня              | Ноттс Каунті      | 1:1     | Тоттенгем Готспур        |
| 29 січня Перегравання | Тоттенгем Готспур | 5:0     | Ноттс Каунті             |
| 25 січня              | Манчестер Сіті    | 1:1     | Вотфорд                  |
| 3 лютого Перегравання | Вотфорд           | 0:0     | Манчестер Сіті           |
| 6 лютого Перегравання | Манчестер Сіті    | 1:3     | Вотфорд                  |
| 25 січня              | Лутон Таун        | 4:0     | Бристоль Роверз          |
| 25 січня              | Галл Сіті         | 2:3     | Брайтон енд Гоув Альбіон |
| 25 січня              | Евертон           | 3:1     | Блекберн Роверз          |
| 25 січня              | Астон Вілла       | 1:1     | Міллволл                 |
| 29 січня Перегравання | Міллволл          | 1:0     | Астон Вілла              |
| 25 січня              | Арсенал           | 5:1     | Ротергем Юнайтед         |
| 26 січня              | Челсі             | 1:2     | Ліверпуль                |

## П'ятий раунд
На цьому етапі зіграли переможці попереднього раунду.
| Дата                   | Господарі                | Рахунок | Гості                    |
| ---------------------- | ------------------------ | ------- | ------------------------ |
| 15 лютого              | Йорк Сіті                | 1:1     | Ліверпуль                |
| 18 лютого Перегравання | Ліверпуль                | 3:1     | Йорк Сіті                |
| 15 лютого              | Саутгемптон              | 0:0     | Міллволл                 |
| 5 березня Перегравання | Міллволл                 | 0:1     | Саутгемптон              |
| 15 лютого              | Пітерборо Юнайтед        | 2:2     | Брайтон енд Гоув Альбіон |
| 3 березня Перегравання | Брайтон енд Гоув Альбіон | 1:0     | Пітерборо Юнайтед        |
| 15 лютого              | Лутон Таун               | 2:2     | Арсенал                  |
| 3 березня Перегравання | Арсенал                  | 0:0     | Лутон Таун               |
| 5 березня Перегравання | Лутон Таун               | 3:0     | Арсенал                  |
| 26 лютого              | Дербі Каунті             | 1:1     | Шеффілд Венсдей          |
| 5 березня Перегравання | Шеффілд Венсдей          | 2:0     | Дербі Каунті             |
| 4 березня              | Тоттенгем Готспур        | 1:2     | Евертон                  |
| 5 березня              | Вест Гем Юнайтед         | 1:1     | Манчестер Юнайтед        |
| 9 березня Перегравання | Манчестер Юнайтед        | 0:2     | Вест Гем Юнайтед         |
| 5 березня              | Вотфорд                  | 1:1     | Бері                     |
| 8 березня Перегравання | Бері                     | 0:3     | Вотфорд                  |

## Шостий раунд
На цьому етапі зіграли переможці попереднього раунду.
| Дата                    | Господарі                | Рахунок | Гості            |
| ----------------------- | ------------------------ | ------- | ---------------- |
| 8 березня               | Лутон Таун               | 2:2     | Евертон          |
| 12 березня Перегравання | Евертон                  | 1:0     | Лутон Таун       |
| 8 березня               | Брайтон енд Гоув Альбіон | 0:2     | Саутгемптон      |
| 8 березня               | Ліверпуль                | 0:0     | Вотфорд          |
| 17 березня Перегравання | Вотфорд                  | 1:2     | Ліверпуль        |
| 12 березня              | Шеффілд Венсдей          | 2:1     | Вест Гем Юнайтед |

## Півфінали
У півфіналах зіграли команди, що перемогли на попередньому етапі.
| Дата     | Господарі | Рахунок | Гості           |
| -------- | --------- | ------- | --------------- |
| 5 квітня | Ліверпуль | 2:0     | Саутгемптон     |
| 5 квітня | Евертон   | 2:1     | Шеффілд Венсдей |

## Фінал
| 10 травня 1986 |

| «Ліверпуль»               | 3:1      | «Евертон»   |
| ------------------------- | -------- | ----------- |
| Раш 56', 83' Джонстон 62' | Протокол | Лінекер 27' |

| Вемблі, Лондон Глядачів: 98 000 Арбітр: Алан Робінсон |